# NGC 4687
NGC 4687 (również PGC 43157 lub UGC 7958) – galaktyka eliptyczna (E1), znajdująca się w gwiazdozbiorze Psów Gończych. Odkrył ją John Herschel 11 marca 1831 roku. Jest to galaktyka z aktywnym jądrem typu LINER.